# أريان (عائلة صواريخ)

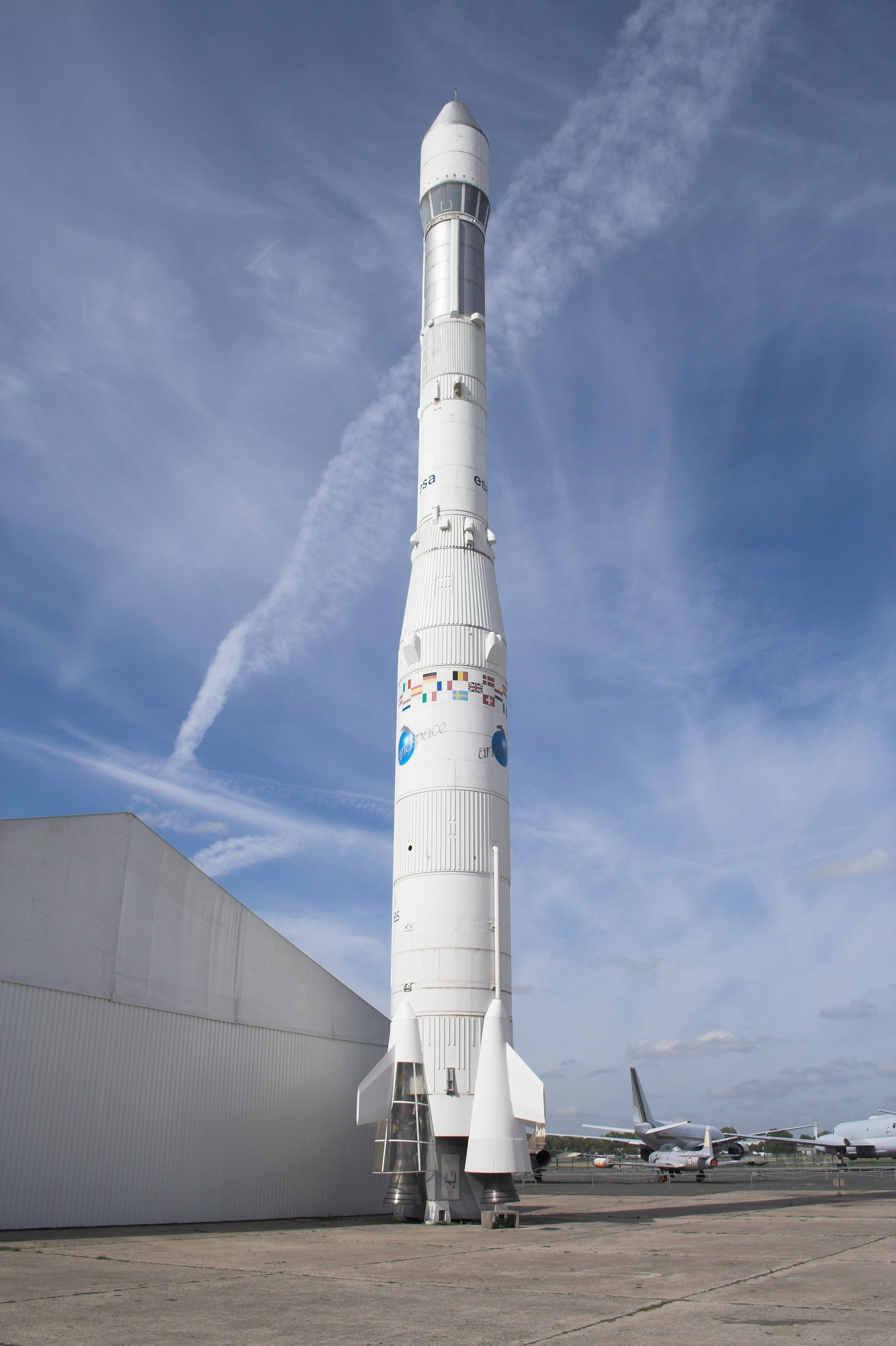
صاروخ أريان 1

الصاروخ آريان اشترك في مشروع إطلاقه عشر دول من غرب أوروبا (فرنسا ـ ألمانيا ـ بريطانيا ـ بلجيكا ـ إيطاليا ـ هولندا ـ إسبانيا ـ الدانمارك ـ السويد ـ سويسرا) وهي الدول الأعضاء في وكالة الفضاء الأوروبية (آس ـ ASE) التي أنشئت عام 1973. وقد أشرف المركز القومي لدراسات الفضاءCNES” في فرنسا على مشروع أريان. وأطلق بنجاح لأول مرة في الرابع والعشرين من كانون الأول 1979. في كورو ـ Kourou (غيانا الفرنسية). تم تزويد آريان بمحرك ذي دفع قوي يعمل بالغاز السائل في درجة حرارة شديدة الانخفاض.
وتعتبر هذه الخطوة الأولى نحو إنشاء محطة مدارية أوروبية في الفضاء وكانت إحدى مهام إطلاق آريان هي حمل قمر صناعي فرنسي وآخر سويدي إلى مدارهما.